# Route nationale 6 (Madagaskar)
Route nationale 6 (RN 6) is een nationale weg in Madagaskar van 706 kilometer, de weg loopt van Antsiranana naar Ambondromamy. De weg doorkruist de regio's Diana en Sofia.
De weg werd in 1992 verhard, en verkeert in een goede staat. Op sommige delen van de route komt het voor dat het wegdeel onverhard is en in een slechte staat verkeert.

## Locaties langs de route
Van noord naar zuid:
- Antsiranana
- Tsingy Rouge
- Anivorano Nord
- Natuurreservaat Ankarana
- Ambilobe - (kruising met RN5a naar Vohemar en Sambava)
- Ambanja
- Mahamanina
- Maromandia
- Antsohihy
- Boriziny
- Mampikony
- Ambondromamy (kruising met RN4)

## Galerij

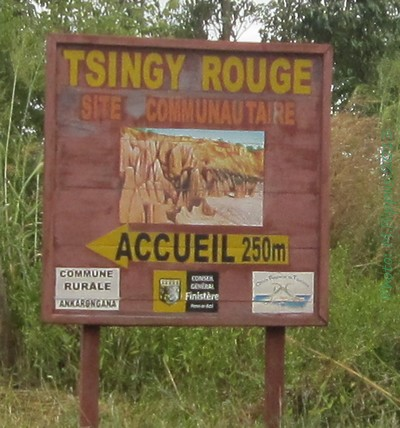
Tsingy Rouge
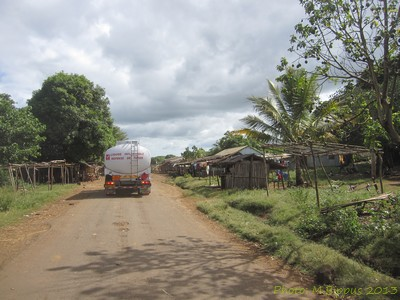
Bij Sadjoavato
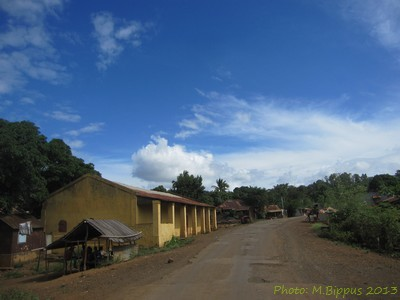
Bij Antsakoabe
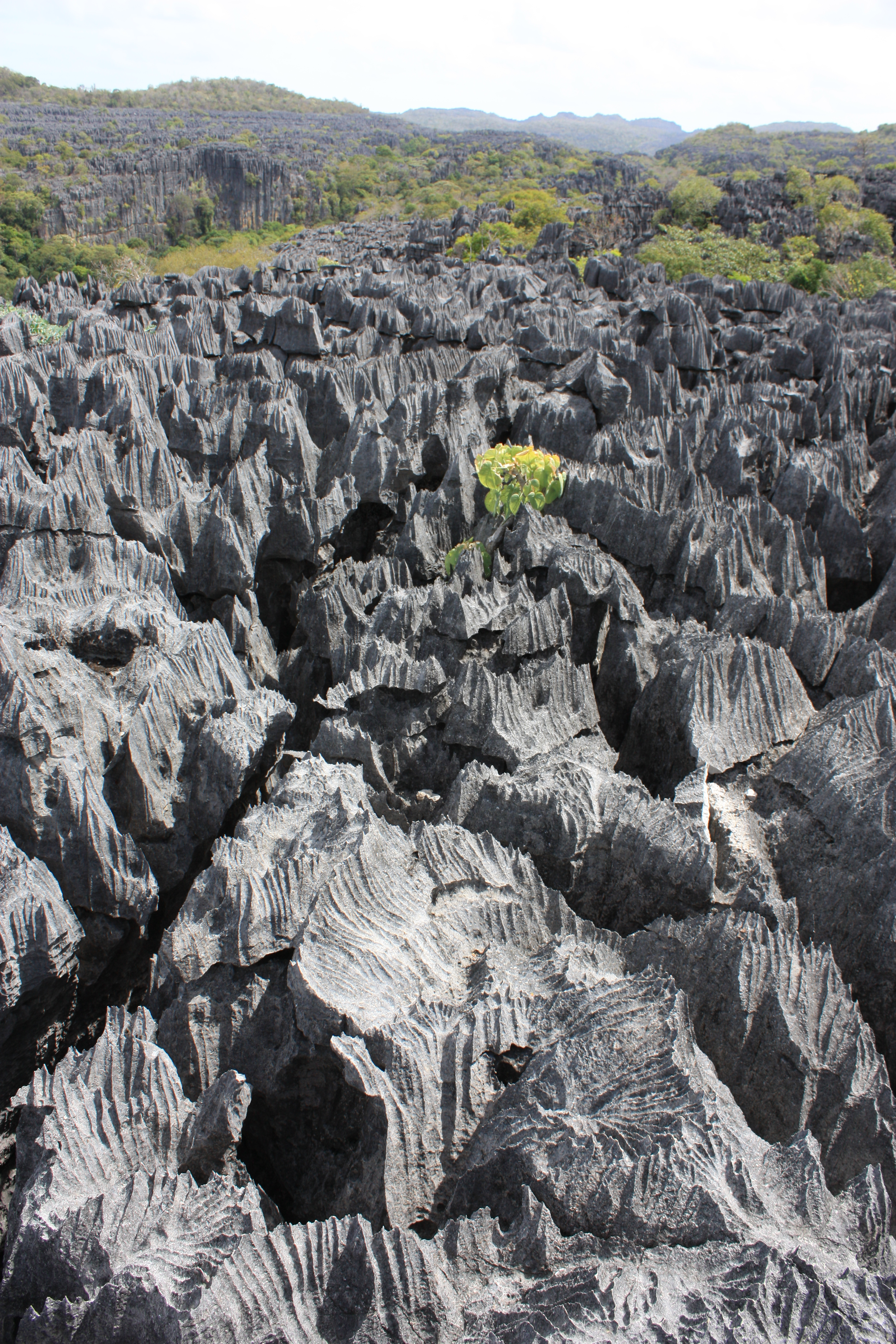
Natuurreservaat Ankarana
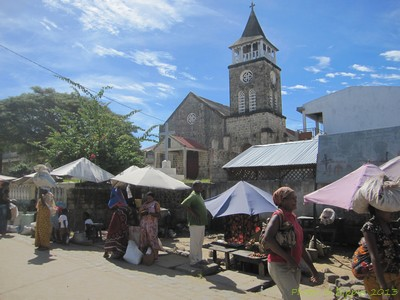
Ambilobe